# Kugel- und Rollenlagerwerk Leipzig
Das Kugel- und Rollenlagerwerk Leipzig (KRW) ist ein international agierender Hersteller von Wälzlagern mit Sitz im Leipziger Stadtteil Böhlitz-Ehrenberg.

## Geschichte
Das Unternehmen begann 1904 als Deutsche Kugellagerfabrik (DKF) im Leipziger Ortsteil Plagwitz mit der Herstellung von Wälzlagern. 1934 wurde es in eine GmbH umgewandelt und bezog den heutigen Standort in Böhlitz-Ehrenberg. Die DKF entwickelte sich rasch zu einem bedeutenden Hersteller von Wälzlagern. Die Diesel-Flugmotoren der Deutschen Lufthansa wurden damals ausschließlich mit DKF-Wälzlagern bestückt. 1942 waren bereits 1500 Mitarbeiter in der DKF beschäftigt.
Nach dem Ende des Zweiten Weltkrieges wurde das Unternehmen zunächst als sogenannte Sowjetische Aktiengesellschaft weitergeführt. Von 1955 bis 1990 firmierte der Betrieb als Volkseigener Betrieb und wurde als VEB DKF Wälzlagerwerk Leipzig weltbekannt. Der Betrieb war Teil des Kombinats Wälzlager und Normteile.
Mit der Wende 1990 wurde DKF in den FAG-Konzern eingebunden. Nach einem Insolvenzverfahren und der 1993 erfolgten Gesamtvollstreckung wurde das Unternehmen 1993 als Kugel- und Rollenlagerwerk Leipzig GmbH neu gegründet und beschäftigte im Jahresdurchschnitt 2016 192 Mitarbeiter.